# Отон Иванов
Отон Иванов Хаджидинчов е български революционер.

## Биография
Роден е на 28 март 1850 година в град Пловдив, тогава в Османската империя. Родната му къща е на Небет тепе. Завършва гръцко училище, под натиска на гърчеещите му се роднини. В ранна възраст се запознава с едно момче от Враца, което му разказва за неговите корени във Враца, свързани с Хаджидинчовия род. Това дава тласък на бъдещия революционер да се захване с усърдно изучаване на български език и история. Баща му се казва Иван, а дядо му е Кръстю, който е живял до възхитителните 112 г. Прадядо му Хаджи Динчо е обесен във Видинския затвор по повод участие и организиране на Белоградчишкото въстание. Братът на Хаджи Динчо, Атанас (известен като Лудия Часовникар в Пловдив) взима братовите деца и избягва с тях в Пловдив. Той е първият часовникар в семейството. Научава занаята във Виена. Предава го след това на синовете на брат си. Отон Иванов усвоява занаята на баща си – часовникарство – и живее в Пловдив, Станимака (Асеновград), а после в Пазарджик. Тук се свързва с местни революционни дейци и заработва активно за освобождаването на родината си. По поръчение лично на Георги Бенковски от БРЦК той се заема с организиране на комитети. Избран е за ръководител на Комитетската тайна полиция. Той е изключително добър приятел, пазител и едно от най-доверените лица на Бенковски.
По време на Априлското въстание в началото на април 1876 година Бенковски изпраща Отон Иванов в Пловдив с подробни наставления за подпалването на града. Иванов наема 20 здания в различни части на града, които трябва да бъдат подпалени. Бенковски обещава да осигури още 20 души помощ, но в деня на бунта нещата се променят. Оказва се, че трябва да се справят сами с палежа на града. Незабавно Иванов свиква събрание в дома си на 21 април 1876 година, който се намирал на Небет тепе. Много малко хора обаче се явяват на срещата, поради това че властите вече били блокирали улиците на града. Заради направени недобри изчисления от учителя Свещаров, домът му пламва по-рано от предвиденото, което проваля и палежа на Пловдив. Отон Иванов организира и повежда на въоръжена борба подродопските села Дедево, Бойково, Лесково и Яврово, но без успех. След неуспешния край на въстанието е арестуван. Повече от десет месеца лежи в пловдивския затвор „Таш капия“, осъден е на смърт, но присъдата е заменена с доживотно заточение на остров Кипър. Освободен е една година след сключването на Сан-Стефанския мирен договор от 3 март 1878 година.
След Освобождението Иванов заема различни административни длъжности в Пещера, Пазарджик, Бургас, а във Варна е околийски началник през 1891 г. Участва в подготовката на Съединението на Княжеството с Източна Румелия. С негова помощ се създават над 30 български училища. Бил е околийски управител на Пещера, Бургас, Варна. Отон Иванов закупува с лични средства от Англия механизма за Варненския градски часовник и го монтира, след което го поддържа до края на живота си. Има особен вид характер – „хътърсъз“. До последно отстоява мнението си, че много хора, не участвали в борбите за освобождение, са си преписали заслуги в освободена вече България.
Отон Иванов живее дълги години във Варна със съпругата си Елисавета в къща на улица, която се нарича „Капитан Рончевски“ №4. Има наследници – Иван, Иванка (близнаци) и Петър, който загива на фронта по време на Първата световна война. Иван Отонов наследява занаята часовникарство от баща си – заможен варненец с часовникарско ателие и няколко магазина. Има три дъщери. Иванка Отонова завършва Музикалното училище във Варна, след което и Музикалната академия с цигулка. Омъжва се за варненския журналист по онова време Димитър Аджемов. Имат един син – Милко Димитров, дългогодишен преподавател по История на музиката в СМУ „Добри Христов“, както и диригент на хор „Камчийска лилия“ и „Арменския хор“ Варна.
Отон Иванов Хаджидинчов почива във Варна на 3 декември 1934 година на 84-годишна възраст.